# Robert Boon
Robert Boon (Haarlem, 26 ottobre 1916 – Los Angeles, 13 gennaio 2015) è stato un attore statunitense.
Ha recitato al cinema (la maggior parte delle volte non accreditato), a teatro ed in televisione.

## Biografia
Partecipò alla seconda guerra mondiale come volontario in Australia e nel Borneo.

## Filmografia parziale

### Cinema
- Il treno ferma a Berlino (Berlin Express), regia di Jacques Tourneur (1948)
- Arrivano i carri armati (The Tanks Are Coming), regia di D. Ross Lederman (1951)
- Il grido delle aquile (Screaming Eagles), regia di Charles F. Haas (1956)
- Il sipario strappato (Torn Curtain), regia di Alfred Hitchcock (1966)

### Televisione
- Navy Log – serie TV, episodio 1x29 (1956)
- The Alaskans – serie TV, episodio 1x11 (1959)
- Rescue 8 – serie TV, episodio 2x20 (1960)
- Gli uomini della prateria (Rawhide) – serie TV, episodi 2x28-4x23 (1960-1962)
- Ben Casey – serie TV, episodio 1x18 (1962)
- Il virginiano (The Virginian) – serie TV, 2 episodi (1964-1970)
- La casa nella prateria (Little House on the Prairie) – serie TV, episodi 8x12-8x14 (1982)